# Weißliche Mondmuschel
Die Weißliche Mondmuschel (Lucinella divaricata) ist eine Muschel-Art aus der Familie der Mondmuscheln (Lucinidae). Es ist die einzige noch lebende Art der Gattung Lucinella Monterosato, 1884. Die Art lebt in Symbiose mit schwefeloxidierenden Bakterien in sauerstoffarmen und schwefelwasserstoffreichen Sedimenten.

## Merkmale
Die mäßig aufgeblähten, gleichklappigen Gehäuse sind annähernd rund mit einem Durchmesser von 5 bis 10 Millimetern, selten auch bis 13 Millimeter. Der Wirbel sitzt nahezu in der Mitte und ist nach vorne innen gebogen, steht also am Dorsalrand über. Die Gehäuse sind auch annähernd gleichseitig, lediglich der vordere Dorsalrand ist leicht konkav gebogen. Die kurze Lunula ist tief eingesenkt. Auch das Ligament sitzt tief, hat ungefähr ein Drittel bis ein Viertel der Länge des hinteren Dorsalrandes und steht etwa in einem Winkel von 30° zum hinteren Dorsalrand.
In der rechten Klappe befindet sich ein großer dreieckiger Kardinalzahn und zwei kleine Seiten- oder Lateralzähne, in der linken Klappe zwei Kardinalzähne und je zwei kleine Lateralzähne vorne und hinten.
Die zwei Schließmuskeln sind etwa gleich groß bzw. hinterlassen an den Ansatzstellen gleich große Eindrücke. Die Mantellinie ist ganzrandig ohne Einbuchtung. Das Periostracum ist strohgelb und sehr dünn, meist nicht oder nur am Rand erhalten. Die Schale selber ist weiß bis leicht cremefarben und glänzend. Die Ornamentierung besteht aus feinen Anwachsstreifen, gelegentlich auch mit deutlicheren konzentrischen Linien, die auf Wachstumsunregelmäßigkeiten zurückzuführen sind. Die Anwachslinien werden von feinen Furchen schräg gekreuzt. Sie steigen vom Hinterrand an, sind in der Mitte wellig geknickt und fallen zum Vorderrand wieder schräg ab. Die schrägen Linien sind an den Wachstumsunregelmäßigkeiten oft gebrochen. Der Gehäuserand ist durch die schrägen Linien sehr fein gezähnelt.

## Geographische Verbreitung und Lebensraum
Das Verbreitungsgebiet der Weißlichen Mondmuschel erstreckt sich von den Britischen Inseln (Cornwall, Südliche Irische See, Ärmelkanal) bis nach Madeira und den Kanarischen Inseln sowie das Mittelmeer und Schwarze Meer.
Die Art lebt in Symbiose mit schwefeloxidierenden Bakterien in sauerstoffarmen und schwefelwasserstoffreichen Sedimenten.

## Taxonomie
Das Taxon wurde bereits 1758 von Carl von Linné als Tellina divaricata aufgestellt. Es ist die einzige Art der Gattung Lucinella Monterosato, 1884 und de facto Typusart der Gattung. Die formale Typusart der Gattung Lucinella ist Lucina commutata Philippi, 1836 (durch Monotypie); sie ist jedoch ein jüngeres Synonym von Lucinella divaricata (Linné, 1758).
Tellina divaricata Linné, 1758 wurde in der älteren Literatur auch der Gattung Divaricella  von Martens, 1880 zugerechnet. Gelegentlich wurde auch Lucinella Monterosato, 1884 als Untergattung von Divaricella aufgefasst. Das World Register of Marine Species behandelt Lucinella Monterosato, 1884 jedoch als eigenständige Gattung.
Jüngere Synonyme von Lucinella divaricata (Linné, 1758) sind Cardium arcuatum Montagu, 1803, Lucina commutata  Philippi, 1836 und Divaricella divaricata var. elata Bucquoy, Dautzenberg & Dollfuss, 1896.

## Belege

## Anmerkung
1. ↑  Über Zahl und Anordnung der seitlichen Schlosszähne finden sich in der Literatur widersprüchliche Angaben. Fritz Nordsieck sagt aus, dass sich in rechter und linker Klappe je ein Seitenzahn und je eine Grube befinden.